# Michael Weiss (Mathematiker)

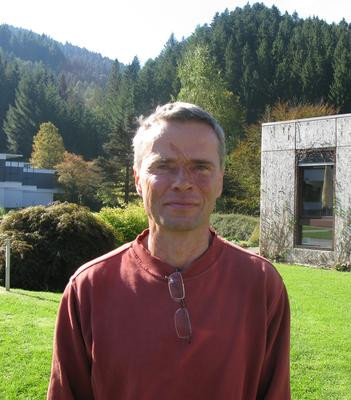
Michael Weiss

Michael S. Weiss (* 14. Dezember 1955 in Berlin) ist ein deutscher Mathematiker.
Weiss studierte an der University of Warwick, wo er 1982 bei Brian Sanderson promoviert wurde (An Attack on the Kervaire Invariant Conjecture). Er war Professor an der University of Aberdeen. 2011 wurde er auf eine Alexander-von-Humboldt-Professur an die Universität Münster berufen.
Er beschäftigt sich mit algebraischer Topologie und Differentialtopologie, speziell mit Chirurgie, algebraischer K-Theorie und algebraischer L-Theorie. Um 2003 bewies er mit Ib Madsen die Mumford-Vermutung, aufbauend auf Ideen von Ulrike Tillmann. Später vereinfachte er den Beweis mit Madsen, Tillmann und Søren Galatius.
2006 erhielt er den Fröhlich-Preis.

## Schriften (Auswahl)
- mit William Dwyer, Bruce Williams: A parametrized index theorem for the algebraic {\displaystyle K}-theory Euler class. In: Acta Mathematica. Bd. 190, Nr. 1, 2003, S. 1–104, (online).
- mit Ib Madsen: The stable moduli space of Riemann surfaces: Mumford's conjecture. In: Annals of Mathematics. Serie 2, Bd. 165, Nr. 3, 2007, S. 843–941, JSTOR:20160047.
- mit Søren Galatius, Ulrike Tillmann, Ib Madsen: The homotopy type of the cobordism category. In: Acta Mathematica. Bd. 202, Nr. 2, 2009, S. 195–239, (online).